# Список полярниць

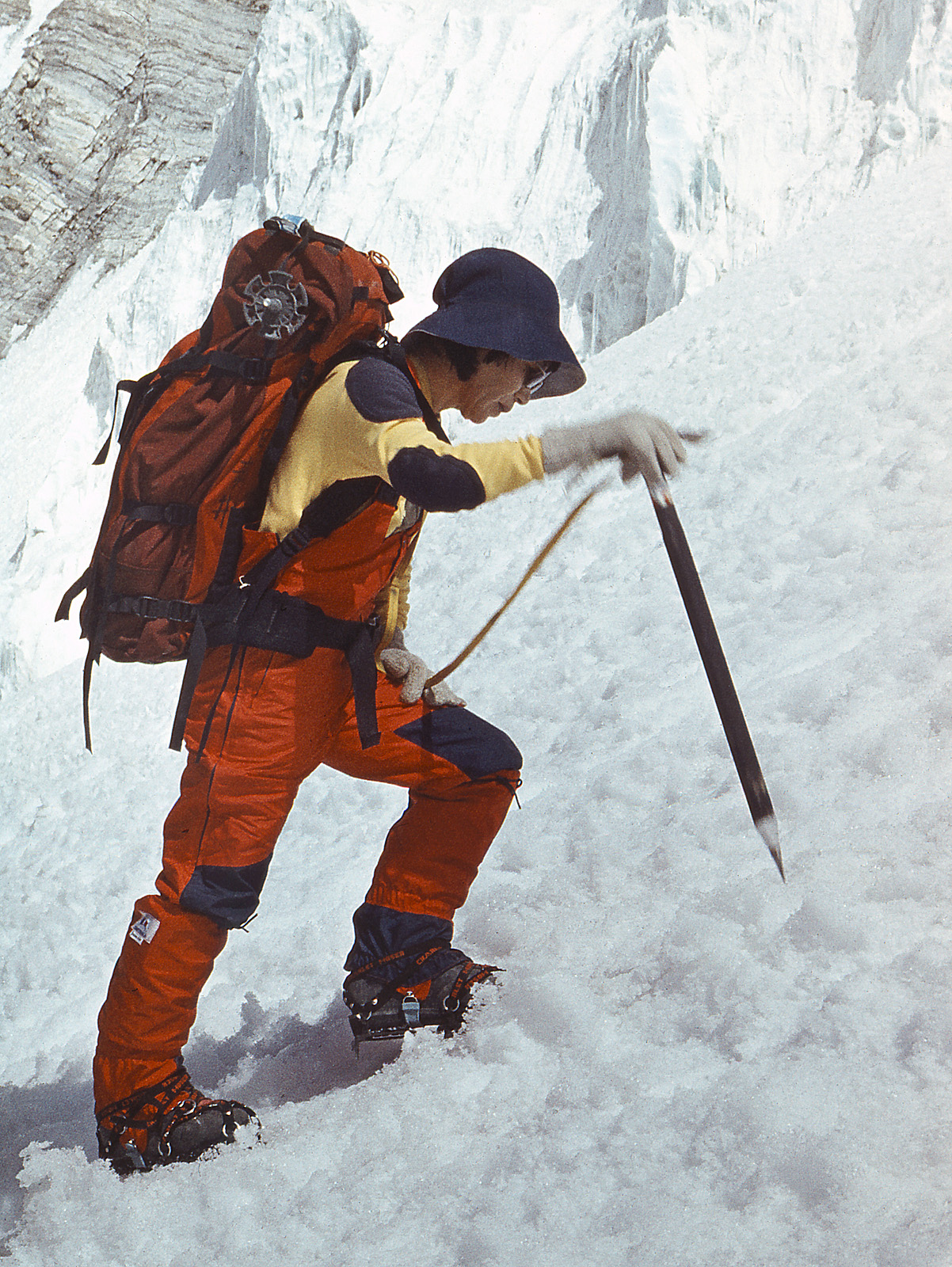
Дзюнко Табеї на Піку Ісмаїла Самані, 1985.

Абетковий список полярниць. Декотрі з них відзначилися подорожами та дослідницькою діяльністю, тому див. також Список дослідниць та мандрівниць (а також ботанікинь), або ж літали (Список авіаторок). Список космонавток винесений окремо.
А Б В Г Ґ Д Е Є Ж З І Ї Й К Л М Н О П Р С Т У Ф Х Ц Ч Ш Щ Ю Я

## А
- Беттіна Аллер
- Домінік Ардуін
- Лів Арнесен
- Фелісіті Естон
- Хосе(Джозі) Ауклер
- Елізабет Айзексон

## Б
- Енн Банкрофт
- Джет Бенг
- Луїза Арнер Бойд

## В
- Вон Джин
- Аннік Вільмот

## Г
- Джейд Гемейстер
- Барбара Хілларі

## Д
- Дорте Даль-Йєнсен
- Дженні Дарлінгтон
- Рієна Дармшакту

## К
- Марія Кльонова
- Ельхам Аль Квазім

## Л
- Корнелія Людек

## М
- Дженіс Мік
- Кароліна Мікельсен
- Торі Мюрден
- Таві Мюррей

## Н
- Джері Нільсен

## О
- Ванесса О'Браєн
- Клер О'Лірі
- Пом Олівер

## П
- Софія Панг
- Ірен С. Педен
- Марія Прончищева

## Р
- Лілемор Рейчел
- Кейт Райс
- Джекі Ронне

## С
- Наміра Салім
- Тіна Сьорген
- Сесілі Ског
- Моніка Крістенсен Солос
- Розі Стансер
- Наджіба Ера Аль-Суфрі[en]

## Т
- Дзюнко Табеї
- Гелен Теєр
- Фіона Торнуїлл
- Tookoolito